# NGC 2955
NGC 2955 је спирална галаксија у сазвежђу Мали лав која се налази на NGC листи објеката дубоког неба.
Деклинација објекта је + 35° 52' 58" а ректасцензија 9h 41m 16,4s. Привидна величина (магнитуда) објекта NGC 2955 износи 12,8 а фотографска магнитуда 13,6. Налази се на удаљености од 82,404 милиона парсека од Сунца. NGC 2955 је још познат и под ознакама UGC 5166, MCG 6-21-73, CGCG 181-82, KARA 361, IRAS 09382+3606, PGC 27666.